# Гессен, Юлий Исидорович
Ю́лий Иси́дорович (Ю́да Изра́илевич) Ге́ссен (8 марта 1871, Одесса — 22 августа 1939, Ленинград) — российский историк, литератор, автор научных работ по истории еврейского народа.

## Биография
Родился в Одессе, в семье управляющего Днестровской линией Русского общества пароходства и торговли Исидора Юльевича (Израиля Юделевича) Гессена (1840—1925) и Минны Ильиничны Гессен. Его дед, Юда Мунишевич Гессен (1808—1873), был купцом 2-й гильдии, попечителем одесской талмуд-торы; занимался хлеботорговлей.
С 1896 года жил в Санкт-Петербурге. Печатался в «Восходе», «Будущности», «Русской мысли», «Вестнике Европы», «Вестнике Академии наук СССР» и других изданиях. В 1919—1923 годах в Петроградском институте высших еврейских знаний читал лекции по истории евреев в России. Автор около двадцати статей для Еврейской энциклопедии.
Занимался также историей промышленности и рабочего класса в России. В 1930—1935 годах был редактором «Вестника АН СССР».

## Семья
- Первая жена — Этля (Адель) Иосифовна Харитон — приходилась сестрой журналисту Борису Осиповичу Харитону и тётей физику Юлию Борисовичу Харитону[6]. Другой племянник Адели Иосифовны (сын её сестры) — журналист и корреспондент «Известий» Давид Ефремович Южин (настоящая фамилия Рахмилович; 1892—1939).
  - Старший сын — Даниил Юльевич Гессен (1897—1943), журналист, участник Гражданской войны, кавалер ордена боевого Красного Знамени; расстрелян.
  - Дочь — филолог Надежда Юльевна Гессен (1900—1978), была замужем за профессором Нежинского педагогического института, филологом Всеволодом Николаевичем Архангельским (1899—1955).
  - Второй сын — Владимир Юльевич Гессен (1901—1963), историк, доцент ЛГУ, после освобождения из лагерей преподавал в Сыктывкарском педагогическом институте[7][8][9].
  - Младший сын — экономист Юрий Юльевич Гессен (1906—1967).
- Вторым браком был женат на редакторе Фейге Бенцелевне (Фанни Борисовне) Риммер (1894—1991).
  - Сын — экономист и историк Валерий Юльевич Гессен (1927—2024).
- Брат — юрист Михаил Исидорович Гессен (1872—1937), соавтор «Энциклопедии банкового дела» (СПб, 1904), репрессирован. Его сын — Сергей Михайлович Гессен (1898—1937), был советским хозяйственным деятелем, членом Президиума Исполкома Коминтерна, уполномоченным по Западной области Наркомата тяжёлой промышленности СССР в Смоленске; арестован в 1934 году, расстрелян. Дочь — Ирина Михайловна Гессен (1903—1994), была замужем за фармакологом Василием Васильевичем Закусовым; оба были арестованы в ходе Дела врачей.
- Брат — Владимир (Мордка-Вольф) Исидорович Гессен (1886—?), выпускник Императорского Новороссийского университета[10][11].
- Сестра — Нина Исидоровна Гессен (1868—1929), была замужем за В. А. Лопухиным, чиновником по особым поручениям при Киевском генерал-губернаторе.
- Двоюродный брат — юрист, публицист и государственный деятель Иосиф Владимирович (Саулович) Гессен.

## Цитаты
Наше прошлое печальное и отрадное — это великий учитель, который нас учит жить, страдать и надеяться; оно учит нас ценить духовное достояние, наследие наших предков и не менять его на призрачные житейские блага.

Начав свою литературную деятельность в 1895 году, я уже вскоре посвятил себя изучению исторических наук. Бесправное положение евреев вынудило меня сосредоточить главное внимание на их истории в России. А так как литература была крайне бедна, то я стал изучать историческое прошлое евреев по рукописным материалам в ряде правительственных архивов.— 

## Избранное
- Евреи в масонстве (1903)
- Евреи в России Архивная копия от 27 октября 2019 на Wayback Machine (1906)
- Еврейская энциклопедия. Евреи в России с 1772 года (редактор раздела)
- История евреев в России (1914)
- История еврейского народа в России (1916)
- Вместе с Иваном Толстым «Факты и мысли. Еврейский вопрос в России» — Санкт-Петербург : тип. т-ва «Обществ. польза», 1907.
- История горнорабочих СССР. — М., 1926—1929. — 2 т.

## История еврейского народа в России (1916)
В предисловии к книге Гессен писал:

Моя задача — дать беспристрастное, насколько это в моих силах, описание жизни еврейского народа в России. Лишь точное знание прошлого может указать пути к достижению лучшего будущего. Работая в течение двух лет над книгой, я старался быть глухим и к великим мировым событиям, и к потрясениям еврейской жизни; я старался уйти от текущих дел, полных недолгих надежд и горестных разочарований, чтобы всецело отдаться минувшему, ощутить дыхание отошедших поколений, пройти вместе с ними их земной путь. Но можно ли у берега не слышать взбаламученного моря? И когда волна общественных испытаний и личных переживаний поднималась слишком высоко, я откладывал перо и ждал, пока не наступит относительное спокойствие. Буря нынешнего дня не должна найти эхо в историческом исследовании.

## Неизданное
- История евреев в Курляндии до конца XVIII века
- История антисемитизма в России